# Holoparamecus gracilis
Holoparamecus gracilis es una especie de coleóptero de la familia Endomychidae.

## Distribución geográfica
Habita en Senegal.